# Альфонс Элрик
Альфонс Элрик (яп. アルフォンス・エルリック Аруфонсу Эрурикку) — второй главный персонаж манги и аниме Fullmetal Alchemist. Создан мангакой Хирому Аракава. Альфонс Элрик — младший брат Эдварда Элрика. Его душа присоединена к доспехам. Озвучен сэйю Риэ Кугимией.

## Внешность
В детстве был очень похож на своего брата Эдварда, но немного выше ростом, с более темными волосами и янтарными глазами. Из-за неудачной попытки человеческого преобразования Альфонс потерял своё тело, и его душа оказалась прикреплена к доспехам. Для большинства людей Альфонс предстает закованным в броню гигантом, из-за чего его постоянно путают со старшим братом (приводя в бешенство последнего). Сам доспех представляет собой средневековые латы с шипами на наплечниках и устрашающего вида шлемом. На левом наплечнике нарисован знак Фламеля. Кровавая печать, прикрепляющая душу к доспеху, нарисована на внутренней стороне в районе шеи.
В аниме Fullmetal Alchemist: Conqueror of Shamballa Альфонс предстает перед нами в человеческом теле. Внешность соответствует внешности до трансмутации с поправкой на возраст. Одевается как и Эд: черные куртка и брюки, красный плащ со знаком Фламеля на спине, белые перчатки, на которые нанесены алхимические знаки.
В манге и аниме 2009 года мы видим настоящее тело Альфонса у Врат Истины. Внешне напоминает Эдварда, с длинными светлыми волосами и крайне худым телом.

## Характер
Спокойный и рассудительный, полная противоположность сумасбродного характера Эдварда. В отличие от брата, Альфонс реже теряет контроль над собой и зачастую выступает своеобразным стоп-краном для удержания Эда. Участвует во всех авантюрах брата, при этом постоянно сокрушаясь, какой же у него испорченный брат. Готов пожертвовать своим благополучием или даже жизнью ради своего брата или близких людей. Чувствителен и весьма наивен, хотя дважды поймать его на одном и том же приеме непросто. Мечтает вернуть своё тело и даже составил список блюд, которые он после этого съест. Обожает животных и, в особенности, кошек.
В отличие от аниме 2003 года в манге его характер, с течением времени, сильно изменился. После бегства из Бригса и скитаний по Аместрису, Альфонс становится более жестким и решительным. Исчезает наивность. В результате понимания масштабов угрозы, возврат его тела отходит на задний план и для победы он становится готов использовать любые методы. В частности, он, в отличие от брата, готов использовать философский камень, но лишь чтобы защитить друзей от опасности. При этом он все ещё верит в лучшее и готов протянуть руку помощи даже бывшему врагу.

## Биография
Родился в 1900 году в Ризенбурге. Младший сын алхимика Вана Хоэнхайма и Триши Элрик. На год младше своего брата Эдварда. Отец ушёл из семьи, когда Алу ещё не было и пяти. Его алхимический талант, как и у брата, проявился достаточно рано. Спустя несколько лет после ухода Вана Хоэнхайма, умерла мать Ала — Триша. Эд и Ал остались под опекой Пинако Рокбелл, механика автоброни, соседки и старой знакомой Ван Хоэнахайма и Триши. Мечтая воскресить маму, он с братом изучал алхимию и стал учеником Изуми Кертис. Обучение было достаточно жестким, но менее чем за полгода они достигли ошеломительных успехов. Вернувшись в Ризенбург, братья попытались совершить человеческое преобразование. В результате Эд лишился ноги и руки, а Ал потерял тело. Год спустя его брат стал Государственным Алхимиком. Ал не стал им, так как это сразу бы выявило его секрет. С тех пор сопровождает Эда в поисках философского камня. В манге и аниме 2009 года было показано, что он женат на Мэй Чан.

## Навыки
Как и его брат, Альфонс необычайно талантливый алхимик. Вначале ему требуется алхимический круг для преобразования, но когда Кинг Брэдли убивает забравшуюся в него химеру-союзника, открывается его способность к преобразованию без круга.. По мастерству он уступает своему брату, как и в алхимическом ремонте. Неплохо владеет холодным оружием.
Альфонс эксперт рукопашного боя, а после превращения в доспех его навыки рукопашного боя только улучшились. Также, из-за отсутствия тела под доспехами, Альфонс, вероятно, намного сильнее обычных людей, и его сила ограничена лишь прочностью доспехов.

## Отношения с другими персонажами

### СЭдвард Элрик
Эд — самый близкий человек для Ала. Он всегда поддерживает своего брата в его авантюрах, а также, по возможности, служит стоп-краном для излишне бурного темперамента брата. Альфонс не считает брата виновным в потере своего тела, о чём не устает ему напоминать.
В 107 главе манги фактически жертвует собой, чтобы возвратить Эду руку вместо разбитой вдребезги авто брони, что фактически спасает жизнь Эдварда. Душа Ала воссоединяется с телом у врат Истины. Он уверен, что брат найдёт способ вытащить его оттуда.

### СВинри Рокбелл
Винри — подруга детства и первая любовь, как Ала, так и Эда. В детстве они даже подрались, чтобы выяснить, кто женится на ней. Предложение, на правах победителя, сделал Ал, но был отвергнут из-за маленького роста. Ныне Ал воспринимает Винри как старшую сестру, заботится о её комфорте и благополучии.

### СВан Хоэнхаймом
В отличие от своего брата, Альфонс не держит зла на своего отца. Он не винит его в смерти матери, но и не одобряет его ухода, хотя понимает причины. Как и его отец, Альфонс устал от одиночества, и это сближает их.

### СМэй Чан
Ал считает её сильной для своего возраста, также он хотел научиться её способностям. Он защищает её, когда та находится в опасности. Ему нравится её питомец, панда Сяо-Мэй.